# Alánt Oszkár
Alánt Oszkár, születési és 1955-ig használt nevén Altmann Oszkár (Újpest, 1928. augusztus 19. – Budapest, 1985. május 16.) orvos, farmakológus, az orvostudományok kandidátusa (1975).

## Élete
Altmann Gyula Oszvald (1889–1963) és Trebics Mária (1897–1949) fiaként született. Gyermekkorát Újpesten töltötte. Apja Görlitzből származó, nemzetközileg ismert német faszobrász volt, anyai ágon Zala vármegyei zsidó családból származott. A vészkorszakot saját újpesti házukban élték túl.
Középiskolai tanulmányait az Újpesti Könyves Kálmán Gimnáziumban kezdte. 1947-ben a budapesti Berzsenyi Dániel Gimnáziumban érettségizett. 1953. augusztus 11-én a Budapesti Orvostudományi Egyetemen avatták orvosdoktorrá. A következő évben aneszteziológiai, 1957-ben általános sebészi szakorvosi vizsgát tett.
1953 és 1956 között az Országos Idegsebészeti Tudományos Intézet tudományos segédmunkatársa, 1956 és 1959 között a budapesti IV. kerületi Károlyi Sándor Kórház Sebészeti Osztályának segédorvosa, 1959 és 1962 között sebész alorvosa, 1962 és 1967 között klinikai adjunktusa, 1967–1968-ban a Semmelweis Orvostudományi Egyetem I. sz. Sebészeti Klinika tudományos munkatársa, 1968 és 1979 között tudományos főmunkatársa és a Klinikai-farmakológiai Kutatócsoport vezetője, 1979 és 1985 között az Országos Sebészeti Intézet osztályvezető főorvosa volt. Hosszabb tanulmányúton járt Angliában és Romániában.
Tagja volt a Magyar Sebész, a Magyar Endokrinológiai és a Magyar Hematológiai Társaságnak, illetve 1972-től vezetőségi tagja a Magyar Diabetes Társaságnak.
Egy lánya született, de feleségével közösen nevelték testvérének fiát is.
Halálát agyi érkatasztrófa okozta.

## Díjai, elismerései
- Akadémiai Pályadíj (1973)

## Művei
- A vérsavó alvadásgátló tényezője. Kovács Ervinnel, Horn Zoltánnal. – A thrombin-inactiválás sebességét befolyásoló tényezőkről. Kovács Ervinnel, Horn Zoltánnal. (Orvosi Hetilap, 1950, 39.)
- A coagulogramm jelentősége a thrombosis diagnosztikájában. Kovács Ervinnel, Horn Zoltánnal. (Orvosi Hetilap, 1951, 15.)
- A dikumarin-kérdéséről. Kovács Ervinnel, Horn Zoltánnal. (Orvosi Hetilap, 1953, 23.)
- Az E-vitamin hatása a szénhydrátanyagcserére. Horn Zoltánnal, Bogsch Sonjával. (Orvosi Hetilap, 1953, 33.)
- Kísérleti adatok a cukoranyagcsere központi szabályozásában. Többekkel. Altmann Oszkár néven. (Kísérletes Orvostudomány, 1954)
- Largactil-kezelés kapcsán fellépett diabetesről. Böszörményi Zoltánnal, Horn Zoltánnal, Dér Piroskával és Brunecker Györgyivel. (Orvosi Hetilap, 1957, 29.)
- Egyszerű, állandó hólyag drainage készülék. (Orvosi Hetilap, 1957, 36.)
- A postthrombotikus oedemák kezelése panthesinnel és hyderginnel. Horn Zoltánnal, Lazarits Jenővel. (Orvosi Hetilap, 1959, 2.)
- Hyperthyreosis szerepe a mellékvesekéreg elégtelenség létrejöttében. Lazarits Jenővel. (Orvosi Hetilap, 1959, 18.)
- Anus praeternaturalisra alkalmazható hygienikus széklettartály. Horváth Nándorral. (Orvosi Hetilap, 1963, 50.)
- Warfarin Sodium-mal szerzett tapasztalataink a postoperativ thromboembolia megelőzésében és a thrombozis kezelésében. (Orvosi Hetilap, 1964, 2.)
- Chirurgische Eingriffe an den unteren Externitäten bei Diabetikern. Lazarits Jenővel. (Acta Chirurgica, 1965)
- Tapasztalataink alsóvégtag arteriás vérellátási zavarokban Halidor készítménnyel. Horváth Nándorral. (Magyar Belorvosi Archívum, 1968, 6.)
- Erfahrungen mit gezielter prophylaktischer Anticoagulantbehandlung bei 6551 operierten Kranken. Alexy Gy.-vel. (Acta Chirurgica, 1969)
- Megfigyeléseink az ún. „functionalis” postoperatív véralvadási zavarokról. (Magyar Sebészet, 1971)
- Chirurgie bei Diabetes. Lazarits Jenővel, Kothe, Wernerrel. (Budapest–Berlin, 1973)
- A coagulatios és fibrinolitikus rendszer viszonyának változása műtét alatt és a postoperatív szakaszban. Kandidátusi értekezés. (Budapest, 1973)
- Effect of Surgery on Carbohydrate Metabolism. 1–2. (Acta Chirurgica, 1975)
- Benignus monoclonalis gammopathia és primaer hyperparathyreosis. Zséli Jánossal, Kertész Frigyessel. (Orvosi Hetilap, 1980, 8.)
- Műtők munkaszervezése. (Budapest, 1983)
- Insulin Production of Isolated Fresh and Cryopreserved Islands of Langerhans of Rats. Többekkel. (Transplant-Kunstliche Organe, 1985)
- A primer aldsoteronismus sebészi kezelésének eredményei a praeoperatív diagnózis és a mellékvese morphológia retrospectiv elemzése alapján. Többekkel. (Orvosi Hetilap, 1985, 35.)